# 第三次聖伊德方索條約

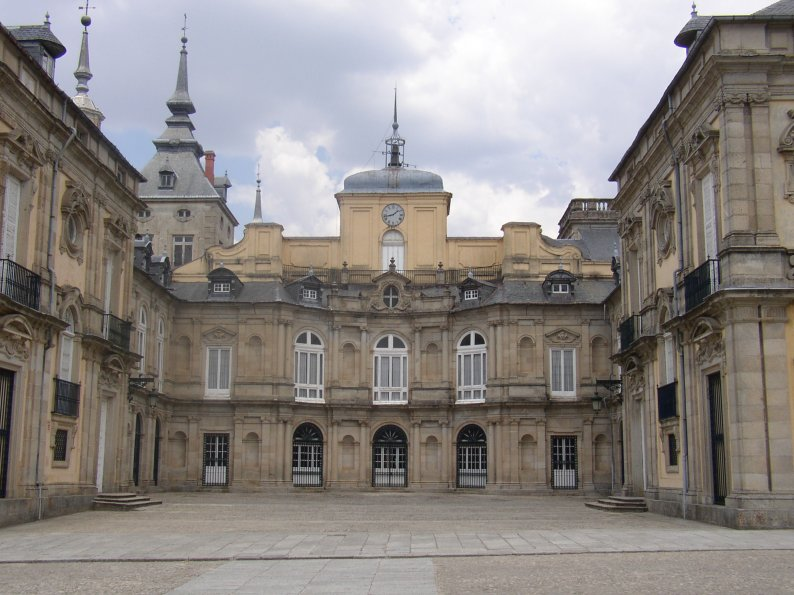
聖伊德方索宮

第三次聖伊德方索條約（法語：Troisième traité de San Ildefonso，西語：Tercer tratado de San Ildefonso）是法國和西班牙帝國在1800年10月1日締結的條約。再次確認第二次聖伊德方索條約的內容，同時西班牙將路易斯安那歸還法國。
條約的名稱來自締約的地點聖伊德方索宮。

## 脚注
1. ↑  Tratado de San Ildefonso de 1800 （页面存档备份，存于）（西班牙文）